# FK Senica 2013/2014
Tento článek se podrobně zabývá sestavou a zápasy týmu FK Senica v sezoně 2013 – 2014. V této sezoně FK Senica neobhajuje žádnou trofej z předchozí sezony, ve které skončila v Corgoň lize na 2. místě. Mužstvo nastoupilo v Evropské lize, kde ve druhém předkole podlehlo srbskému týmu FK Mladost Podgorica.

## Soupiska
Hráči, jejichž jména jsou napsána tučnou kurzívou, jsou současnými (2014) reprezentanty svých zemí (někteří pouze v mládežnických kategoriích.)

| #  | Pozice | Hráč                            |
| -- | ------ | ------------------------------- |
| 18 | B      | Pavel Kamesch                   |
| 1  | B      | Michal Šulla                    |
| 12 | O      | Cristovam                       |
| 8  | O      | Zdenko Filípek                  |
| 22 | O      | Vitor Gava                      |
| 21 | O      | Róbert Mazáň                    |
| 4  | O      | Petr Pavlík (zástupce kapitána) |
| 2  | Z      | Juraj Chvátal                   |
| 16 | Z      | Milan Jirásek                   |
| 19 | Z      | Jan Kalabiška                   |
| 7  | Z      | Tomáš Komara                    |

| #  | Pozice | Hráč                           |
| -- | ------ | ------------------------------ |
| 6  | Z      | Tomáš Kóňa (zástupce kapitána) |
| 27 | Z      | Timotej Královič               |
| 5  | Z      | Jakub Krč                      |
| 15 | Z      | Samuel Mráz                    |
| 23 | Z      | Lukáš Opiela                   |
| 24 | Z      | Denis Ventúra                  |
| 9  | Ú      | Milan Ferenčík                 |
| 14 | Ú      | Christian Irobiso              |
| 25 | Ú      | Jakub Kosorin                  |
| 33 | Ú      | Juraj Piroska (kapitán)        |

### Změny v kádru v letním přestupovém období 2013
| Číslo | Pozice | Nár.              | Hráč              | Věk | Odkud přišel       | Do roku            | Typ                | Cena               |
| ----- | ------ | ----------------- | ----------------- | --- | ------------------ | ------------------ | ------------------ | ------------------ |
| 30    | B      | Slovensko         | Ján Malec         | 28  | FK Dunajská Streda | návrat z hostování | návrat z hostování | návrat z hostování |
| 12    | O      | Brazílie          | Cristovam         | 22  | E.C. Arapongas     | 2014               | hostování          | —                  |
| 3     | O      | Česko             | Pavel Čermák      | 24  | FK Viktoria Žižkov | 2015+              | přestup            | zdarma             |
| 5     | O      | Slovensko         | Michal Habánek    | 19  | FC Spartak Trnava  | 2013               | hostování          | —                  |
| 23    | Z      | Slovensko         | Lukáš Opiela      | 27  | FK Mladá Boleslav  | 2015+              | přestup            | zdarma             |
| 21    | Z      | Česko             | Martin Zeman      | 24  | AC Sparta Praha    | 2014               | hostování          | —                  |
| 10    | Ú      | Brazílie          | Hiago             | 21  | E.C. Arapongas     | 2014+              | hostování          | —                  |
| 9     | Ú      | Slovensko         | Alexander Jakubov | 22  | AC Sparta Praha    | 2014               | hostování          | —                  |
| 11    | Ú      | Konžská republika | Juvhel Tsoumou    | 22  | TSV Hartberg       | 2015               | přestup            | zdarma             |

Poznámky:  —  = nezveřejněno (dohoda mezi kluby),  †  = odhadovaná cena,  +  = opce na prodloužení smlouvy
| Číslo | Pozice | Nár.      | Hráč             | Věk |
| ----- | ------ | --------- | ---------------- | --- |
| 7     | Z      | Slovensko | Tomáš Komara     | 19  |
| 27    | Z      | Slovensko | Timotej Královič | 17  |
| 15    | Z      | Slovensko | Marek Rajník     | 17  |

| Číslo | Pozice | Nár.       | Hráč              | Věk | Kam odešel        | Typ             | Cena            |                 |
| ----- | ------ | ---------- | ----------------- | --- | ----------------- | --------------- | --------------- | --------------- |
|       | B      | Česko      | Milan Švenger     | 26  | AC Sparta Praha   | konec hostování | konec hostování | konec hostování |
| 20    | O      | Slovensko  | Ján Gajdošík      | 34  | FO ŽP Podbrezová  | konec smlouvy   | —               |                 |
|       | O      | Slovensko  | Matej Krajčík     | 35  | bez angažmá       | konec smlouvy   | zdarma          |                 |
| 2     | O      | Slovensko  | Patrik Mráz       | 26  | Górnik Łęczna     | konec smlouvy   | zdarma          |                 |
| 28    | O      | Slovensko  | Róbert Pillár     | 22  | FC Hradec Králové | hostování       | —               |                 |
| 23    | Z      | Slovensko  | Martin Babic      | 30  | FC Zlaté Moravce  | konec hostování | konec hostování | konec hostování |
|       | Z      | Slovensko  | Martin Ďurica     | 31  | bez angažmá       | konec smlouvy   | zdarma          |                 |
| 14    | Z      | Slovensko  | Peter Štepanovský | 25  | FC Spartak Trnava | konec smlouvy   | —               |                 |
| 8     | Z      | Nizozemsko | Stef Wijlaars     | 25  | SK Sigma Olomouc  | konec smlouvy   | zdarma          |                 |
|       | Ú      | Panama     | Rolando Blackburn | 23  | Chorrillo F.C.    | konec hostování | konec hostování | konec hostování |
|       | Ú      | Slovensko  | Pavol Masaryk     | 33  | bez angažmá       | konec smlouvy   | zdarma          |                 |
| 7     | Ú      | Česko      | Tomáš Vrťo        | 24  | MFK Frýdek-Místek | hostování       | —               |                 |

| Pozice | Nár.      | Hráč             | Věk | Odkud přišel    | Typ       | Kam odešel          |
| ------ | --------- | ---------------- | --- | --------------- | --------- | ------------------- |
| O      | Slovensko | Ivan Hladík      | 20  | TJ Baník Ružiná | hostování | MFK Vrbové          |
| Z      | Česko     | Roman Fischer    | 30  | MFK Karviná     | hostování | FC Zbrojovka Brno   |
| Ú      | Slovensko | Michal Vilkovský | 20  | FK Varnsdorf    | hostování | FC ŠTK 1914 Šamorín |

### Změny v kádru v zimním přestupovém období 2013-14
| Číslo | Pozice | Nár.      | Hráč              | Věk | Odkud přišel         | Do roku | Typ        | Cena   |
| ----- | ------ | --------- | ----------------- | --- | -------------------- | ------- | ---------- | ------ |
| 22    | O      | Brazílie  | Vitor Gava        | 22  | E.C. Arapongas       | 2016    | přestup    | zdarma |
| 21    | O      | Slovensko | Róbert Mazáň      | 19  | FK AS Trenčín        | 2015+   | přestup    | —      |
| 20    | O      | Ukrajina  | Andrij Slinkin    | 23  | FC Oděsa             | 2014    | hostování  | —      |
| 9     | Ú      | Slovensko | Milan Ferenčík    | 22  | TJ Spartak Myjava    | 2014+   | volný hráč | —      |
| 14    | Ú      | Nigérie   | Christian Irobiso | 20  | FC Paços de Ferreira | 2014    | přestup    | zdarma |
| 11    | Ú      | Uruguay   | Sebastián Sosa    | 19  | US Città di Palermo  | 2014    | hostování  | —      |

Poznámky:  —  = nezveřejněno (dohoda mezi kluby),  †  = odhadovaná cena,  +  = opce na prodloužení smlouvy
| Číslo | Pozice | Nár.      | Hráč           | Věk |
| ----- | ------ | --------- | -------------- | --- |
| 8     | O      | Slovensko | Zdenko Filípek | 18  |
| 15    | O      | Slovensko | Erik Otrísal   | 17  |
| 2     | Z      | Slovensko | Juraj Chvátal  | 17  |
| 5     | Z      | Slovensko | Jakub Krč      | 16  |
| 15    | Z      | Slovensko | Samuel Mráz    | 16  |

| Číslo | Pozice | Nár.              | Hráč                | Věk | Kam odešel          | Typ              | Cena            |                 |
| ----- | ------ | ----------------- | ------------------- | --- | ------------------- | ---------------- | --------------- | --------------- |
| 1     | B      | Slovensko         | Ján Malec           | 28  | FK Pohronie         | hostování        | —               |                 |
| 30    | O      | Česko             | Erich Brabec        | 36  | Bohemians 1905      | konec smlouvy    | zdarma          |                 |
| 8     | O      | Česko             | Pavel Čermák        | 24  | FC Hradec Králové   | hostování s opcí | —               |                 |
| 4     | O      | Slovensko         | Michal Habánek      | 19  | FC Spartak Trnava   | konec hostování  | konec hostování | konec hostování |
| 26    | O      | Slovensko         | Juraj Križko        | 28  | FC Hradec Králové   | konec smlouvy    | zdarma          |                 |
|       | O      | Ukrajina          | Andrij Slinkin      | 23  | FC Oděsa            | konec hostování  | konec hostování | konec hostování |
| 6     | O      | Slovensko         | Peter Šenk          | 19  | FK Pohronie         | hostování        | —               |                 |
|       | Z      | Brazílie          | Hiago               | 22  | E.C. Arapongas      | konec hostování  | konec hostování | konec hostování |
|       | Z      | Česko             | Martin Zeman        | 24  | AC Sparta Praha     | konec hostování  | konec hostování | konec hostování |
| 7     | Ú      | Pobřeží slonoviny | Lamine Diarrassouba | 27  | 1. SC Znojmo        | konec smlouvy    | zdarma          |                 |
| 9     | Ú      | Česko             | Jaroslav Diviš      | 27  | 1. FC Slovácko      | konec smlouvy    | zdarma          |                 |
|       | Ú      | Slovensko         | Alexander Jakubov   | 22  | AC Sparta Praha     | konec hostování  | konec hostování | konec hostování |
|       | Ú      | Uruguay           | Sebastián Sosa      | 20  | US Città di Palermo | konec hostování  | konec hostování | konec hostování |
|       | Ú      | Konžská republika | Juvhel Fred Tsoumou | 23  | bez angažmá         | konec smlouvy    | zdarma          |                 |

| Pozice | Nár.      | Hráč            | Věk | Odkud přišel        | Typ       | Kam odešel          |
| ------ | --------- | --------------- | --- | ------------------- | --------- | ------------------- |
| O      | Slovensko | Ivan Hladík     | 21  | MFK Vrbové          | hostování | MŠK Rimavská Sobota |
| O      | Slovensko | Oliver Janso    | 20  | N. Mesto nad Váhom  | hostování | FK Orlová-Lutyně    |
| O      | Slovensko | Róbert Pillár   | 22  | FC Hradec Králové   | hostování | FC Nitra            |
| Z      | Slovensko | Miroslav Sedlák | 20  | DAC Dunajská Streda | hostování | OTJ Palárikovo      |

### Statistiky hráčů FK Senica 2013/2014
| Pozice | Jméno hráče         | Zápasy | Počet minut | Čistá konta | Žluté karty | Červené karty | Národnost         |
| B      | Michal Šulla        | 33     | 2970        | 4           | 2           | 0             | Slovensko         |
| Pozice | Jméno hráče         | Zápasy | Počet minut | Góly        | Žluté karty | Červené karty | Národnost         |
| O      | Erich Brabec        | 16     | 1402        | 0           | 0           | 0             | Česko             |
| O      | Cristovam           | 11     | 899         | 1           | 2           | 0             | Brazílie          |
| O      | Pavel Čermák        | 12     | 824         | 0           | 1           | 0             | Česko             |
| O      | Zdenko Filípek      | 3      | 192         | 0           | 0           | 0             | Slovensko         |
| O      | Vitor Gava          | 14     | 1248        | 0           | 4           | 0             | Brazílie          |
| O      | Michal Habánek      | 9      | 756         | 0           | 4           | 0             | Slovensko         |
| O      | Juraj Križko        | 13     | 824         | 0           | 2           | 0             | Slovensko         |
| O      | Róbert Mazáň        | 11     | 777         | 0           | 2           | 0             | Slovensko         |
| O      | Erik Otrísal        | 1      | 4           | 0           | 0           | 0             | Slovensko         |
| O      | Petr Pavlík         | 30     | 2565        | 3           | 4           | 1             | Česko             |
| O      | Andrij Slinkin      | 12     | 906         | 0           | 0           | 0             | Ukrajina          |
| O      | Peter Šenk          | 5      | 318         | 0           | 0           | 0             | Slovensko         |
| Z      | Hiago               | 31     | 2031        | 5           | 3           | 0             | Brazílie          |
| Z      | Juraj Chvátal       | 4      | 312         | 0           | 1           | 0             | Slovensko         |
| Z      | Milan Jirásek       | 28     | 2069        | 3           | 4           | 0             | Česko             |
| Z      | Jan Kalabiška       | 32     | 2808        | 5           | 7           | 0             | Česko             |
| Z      | Tomáš Komara        | 7      | 289         | 0           | 0           | 0             | Slovensko         |
| Z      | Tomáš Kóňa          | 17     | 1459        | 1           | 1           | 1             | Slovensko         |
| Z      | Timotej Královič    | 3      | 76          | 0           | 0           | 0             | Slovensko         |
| Z      | Samuel Mráz         | 8      | 340         | 0           | 0           | 0             | Slovensko         |
| Z      | Lukáš Opiela        | 20     | 1071        | 1           | 1           | 1             | Slovensko         |
| Z      | Marek Rajník        | 1      | 4           | 0           | 0           | 0             | Slovensko         |
| Z      | Denis Ventúra       | 14     | 1057        | 1           | 3           | 0             | Slovensko         |
| Z      | Martin Zeman        | 11     | 838         | 1           | 3           | 0             | Česko             |
| Ú      | Jaroslav Diviš      | 18     | 1278        | 4           | 5           | 0             | Česko             |
| Ú      | Lamine Diarrassouba | 10     | 397         | 1           | 0           | 0             | Pobřeží slonoviny |
| Ú      | Milan Ferenčík      | 5      | 167         | 0           | 0           | 0             | Slovensko         |
| Ú      | Christian Irobiso   | 11     | 786         | 1           | 1           | 0             | Nigérie           |
| Ú      | Alexander Jakubov   | 7      | 53          | 1           | 0           | 0             | Slovensko         |
| Ú      | Jakub Kosorin       | 14     | 643         | 1           | 2           | 1             | Slovensko         |
| Ú      | Juraj Piroska       | 26     | 2270        | 13          | 6           | 2             | Slovensko         |
| Ú      | Sebastián Sosa      | 7      | 339         | 1           | 0           | 0             | Uruguay           |
| Ú      | Juvhel Tsoumou      | 12     | 618         | 1           | 1           | 0             | Konžská republika |

- hráči bez jediného startu: Pavel Kamesch, Ján Malec, Tomáš Kapusta, Róbert Pillár, Jakub Krč

### Střelecká listina
| Poz. | Nár.              | Hráč                  | Góly | Corg. liga | Slov. pohár |
| ---- | ----------------- | --------------------- | ---- | ---------- | ----------- |
| Ú    | Slovensko         | Juraj Piroska         | 14   | 13         | 1           |
| Ú    | Brazílie          | Hiago                 | 6    | 5          | 1           |
| Z    | Česko             | Jan Kalabiška         | 5    | 5          | —           |
| Ú    | Česko             | Jaroslav Diviš †      | 5    | 4          | 1           |
| O    | Česko             | Petr Pavlík           | 3    | 3          | —           |
| Z    | Česko             | Milan Jirásek         | 3    | 3          | —           |
| Ú    | Pobřeží slonoviny | Lamine Diarrassouba † | 2    | 1          | 1           |
| Ú    | Konžská republika | Juvhel Tsoumou †      | 2    | 1          | 1           |
| O    | Brazílie          | Cristovam             | 1    | 1          | —           |
| Z    | Slovensko         | Tomáš Kóňa            | 1    | 1          | —           |
| Z    | Slovensko         | Lukáš Opiela          | 1    | 1          | —           |
| Z    | Česko             | Martin Zeman †        | 1    | 1          | —           |
| Ú    | Slovensko         | Alexander Jakubov †   | 1    | 1          | —           |
| Ú    | Slovensko         | Jakub Kosorin         | 1    | 1          | —           |
| Ú    | Nigérie           | Christian Irobiso ±   | 1    | 1          | —           |
| Ú    | Uruguay           | Sebastián Sosa ±      | 1    | 1          | —           |
| Z    | Slovensko         | Denis Ventúra         | 2    | 1          | 1           |
|      |                   | soupeřův vlastní      | 1    | 1          | 0           |
|      |                   | Celkem                | 51   | 45         | 6           |

Poslední úprava: 3. června 2014 (po 33. kole)

Vysvětlivky: † = odehrál pouze podzimní část, ± = odehrál pouze jarní část

## Zápasy v sezoně 2013/14

### Předkola Evropské ligy
| 2. předkolo 18. července 2013 | FK Mladost Podgorica                      | 2 - 2 | FK Senica                                 | Stadion Cvijetni Brijeg, Podgorica |  |
| 18.00 SELČ | 55' (pen) Ivan Kneževič 85' Ishihara Taku |       | 33' Jan Kalabiška 77' Lamine Diarrassouba | Diváci: 2.000 Rozhodčí: Meškov     |  |
| Poznámky: Sestava: Šulla – Cristovam, Križko, Brabec, Čermák (52. Zeman) – Kóňa, Jirásek (60. Opiela), Diviš (90. Hiago), Kalabiška – Piroska, Diarrassouba |                                           |       |                                           |                                    |  |

| 2. předkolo 25. července 2013 | FK Senica | 0 - 1 | FK Mladost Podgorica | Štadión FK Senica, Senica        |  |
| 19.30 SELČ |           |       | 38' Bojan Kaljevič   | Diváci: 3.908 Rozhodčí: Salmanov |  |
| Poznámky: Sestava: Šulla - Cristovam (57. Čermák), Križko, Brabec, Kalabiška - T. Kóňa, L. Opiela (79. Jakubov) - Hiago (46. Jaroslav Diviš), Piroska, Martin Zeman - Diarrassouba |           |       |                      |                                  |  |

### Corgoň liga
Hlavní článek: Corgoň liga 2013/14

### Ligová tabulka
| Poř. | Tým                      | Z  | V  | R | P  | VG | OG | B  |
| ---- | ------------------------ | -- | -- | - | -- | -- | -- | -- |
| 4.   | MFK Ružomberok           | 33 | 15 | 5 | 13 | 56 | 51 | 50 |
| 5.   | MFK Košice               | 33 | 13 | 7 | 13 | 41 | 40 | 46 |
| 6.   | FK Senica                | 33 | 13 | 7 | 13 | 45 | 47 | 46 |
| 7.   | TJ Spartak Myjava        | 33 | 13 | 6 | 14 | 45 | 54 | 45 |
| 8.   | FK Dukla Banská Bystrica | 33 | 11 | 9 | 13 | 48 | 48 | 42 |

Poslední úprava: 3. června 2014 (po 33. kole).

Vysvětlivky: Z = Zápasy; V = Výhry; R = Remízy; P = Prohry; VG = Vstřelené góly; OG = Obdržené góly; B = Body.

### Podzimní část
| 1. kolo 13. července 2013 | FK Senica                            | 2 - 1 | FC Spartak Trnava  | Štadión FK Senica, Senica        |  |
| 19.30 SELČ | 45' Juraj Piroska 66' Jaroslav Diviš |       | 87' Martin Klabník | Diváci: 4.500 Rozhodčí: Kružliak |  |
| Poznámky: Sestava: Šulla - Cristovam, Križko, Brabec, Čermák - Piroska, T. Kóňa, Jirásek (89. L. Opiela) - Hiago (62. Jaroslav Diviš), Diarrassuba (84. Jakubov), Kalabiška |                                      |       |                    |                                  |  |

| 2. kolo 21. srpna 2013 | ŠK Slovan Bratislava | 1 - 0 | FK Senica | Stadion Pasienky, Bratislava              |  |
| 19.00 SELČ | 45' Pavel Fořt       |       |           | Diváci: hráno bez diváků Rozhodčí: Sedlák |  |
| Poznámky: Sestava: Šulla - Habánek, P. Pavlík, Brabec, Kalabiška - Jirásek, Komara (86. Čermák) - Jaroslav Diviš (46. Hiago), Piroska, Martin Zeman - Diarrassouba |                      |       |           |                                           |  |

| 3. kolo 28. července 2013 | FK Senica                                                                 | 4 - 0 | DAC 1904 Dunajská Streda | Štadión FK Senica, Senica      |  |
| 19.30 SELČ | 51' (pen) Juraj Piroska 52' Hiago 76' Milan Jirásek 86' Alexander Jakubov |       |                          | Diváci: 1.911 Rozhodčí: Smolák |  |
| Poznámky: Sestava: Šulla - Šenk (77. Jakubov), Križko, Brabec, Čermák - T. Kóňa, Piroska, L. Opiela (68. Jirásek) - Hiago (64. Jaroslav Diviš), Kalabiška, Martin Zeman |                                                                           |       |                          |                                |  |

| 4. kolo 4. srpna 2013 | FK Senica                                              | 3 - 1 | FK AS Trenčín   | Štadión FK Senica, Senica      |  |
| 19.30 SELČ | 54' Milan Jirásek 60' Juraj Piroska 63' Jaroslav Diviš |       | 84' Tomáš Malec | Diváci: 2.561 Rozhodčí: Mastiš |  |
| Poznámky: Sestava: Šulla - Šenk, Križko (52. P. Pavlík), Brabec, Čermák - T. Kóňa, Piroska, Jirásek (87. Komara) - Jaroslav Diviš, Kalabiška, Martin Zeman (69. Hiago) |                                                        |       |                 |                                |  |

| 5. kolo 10. srpna 2013 | TJ Spartak Myjava                   | 2 - 2 | FK Senica                         | Štadión Spartaka Myjava, Myjava |  |
| 20.00 SELČ | 35' Štefan Pekár 59' Ľubomír Urgela |       | 40' Petr Pavlík 46' Juraj Piroska | Diváci: 2.700 Rozhodčí: Horváth |  |
| Poznámky: Sestava: Šulla – Šenk (58. Diarrassouba), Brabec, P. Pavlík , Čermák - T. Kóňa, Piroska, Jirásek - Jaroslav Diviš, Kalabiška, Martin Zeman |                                     |       |                                   |                                 |  |

| 6. kolo 17. srpna 2013 | FK Senica         | 1 - 0 | MFK Košice | Štadión FK Senica, Senica        |  |
| 19.30 SELČ | 44' Jan Kalabiška |       |            | Diváci: 2.349 Rozhodčí: Kráľovič |  |
| Poznámky: Sestava: Šulla - Habánek, P. Pavlík, Brabec, Čermák - Jirásek, Piroska, L. Opiela (38. Komara) - Jaroslav Diviš (90.+ Hiago), Kalabiška, Martin Zeman (74. Diarrassouba) |                   |       |            |                                  |  |

| 7. kolo 24. srpna 2013 | MFK Ružomberok  | 1 - 1 | FK Senica         | Štadión pod Čebraťom, Ružomberok |  |
| 17.30 SELČ | 78' Adam Zreľák |       | 35' Juraj Piroska | Diváci: 3.082 Rozhodčí: Trutz    |  |
| Poznámky: Sestava: Šulla - Habánek, P. Pavlík, Brabec, Kalabiška - Jirásek - Hiago (71. Čermák), Komara (86. Ventúra), Piroska, Martin Zeman - Jaroslav Diviš (82. Jakubov) |                 |       |                   |                                  |  |

| 8. kolo 31. srpna 2013 | FK Senica                          | 2 - 1 | MŠK Žilina         | Štadión FK Senica, Senica      |  |
| 18.00 SELČ | 5' Juraj Piroska 65' Milan Jirásek |       | 31' Michal Škvarka | Diváci: 2.636 Rozhodčí: Hracho |  |
| Poznámky: Sestava: Šulla – Habánek, Pavlík (42. Ventúra), Brabec, Kalabiška – Križko – Hiago, Jirásek, Zeman (81. Čermák) – Piroska, Tsoumou (90. Jakubov) |                                    |       |                    |                                |  |

| 9. kolo 14. září 2013 | FC ViOn Zlaté Moravce               | 2 - 2 | FK Senica                                  | Štadión FC ViOn, Zlaté Moravce |  |
| 17.30 SELČ | 57' Lukáš Szabó 80' Ľubomír Bernáth |       | 32' (pen) Juraj Piroska 75' Jaroslav Diviš | Diváci: 1.082 Rozhodčí: Leško  |  |
| Poznámky: Sestava: Šulla - Pavlík, Habánek, Kóňa, Brabec, de Oliveira Ramiro (65. Diviš), Tsoumou (89. Jakubov), Jirásek (70. Opiela), Kalabiška, Zeman, Piroska |                                     |       |                                            |                                |  |

| 10. kolo 17. září 2013 | FK Senica        | 1 - 1 | FK Dukla Banská Bystrica | Štadión FK Senica, Senica     |  |
| 18.30 SELČ | 15' Martin Zeman |       | 29' Michal Peňaška       | Diváci: 1.621 Rozhodčí: Ježík |  |
| Poznámky: Sestava: Šulla - Habánek, P. Pavlík, Brabec, Kalabiška - Jirásek (69. Opiela), T. Kóňa - Hiago, Piroska, Martin Zeman (77. Jakubov) - Tsoumou (61. Jaroslav Diviš) |                  |       |                          |                               |  |

| 11. kolo 21. září 2013 | FC Nitra   | 1 - 0 | FK Senica | Štadión pod Zoborom, Nitra     |  |
| 17.30 SELČ | 71' Cléber |       |           | Diváci: 730 Rozhodčí: Kružliak |  |
| Poznámky: Sestava: Šulla - Habánek, Brabec, P. Pavlík, P. Čermák - Križko (68. Jirásek) - Jar. Diviš, T. Kóňa, Opiela (46. Piroska), Kalabiška - Tsoumou (46. Hiago) |            |       |           |                                |  |

| 12. kolo 28. září 2013 | FC Spartak Trnava     | 1 - 0 | FK Senica | Štadión Antona Malatinského, Trnava |  |
| 16.00 SELČ | 78' Peter Štěpanovský |       |           | Diváci: 2.812 Rozhodčí: Matúš       |  |
| Poznámky: Sestava: Šulla - Habánek, Brabec, P. Pavlík, P. Čermák (88. Križko) - Jaroslav Diviš (85. A. Jakubov), Jirásek (85. L. Opiela), T. Kóňa, Hiago - Piroska, Tsoumou |                       |       |           |                                     |  |

| 13. kolo 5. října 2013 | FK Senica | 0 - 2 | ŠK Slovan Bratislava                | Štadión FK Senica, Senica      |  |
| 17.30 SELČ |           |       | 45' Marko Milinkovič 64' Pavel Fořt | Diváci: 1.983 Rozhodčí: Sedlák |  |
| Poznámky: Sestava: Šulla - Šenk, P. Pavlík, Brabec (87. Rajník), Kalabiška - T. Kóňa, Jirásek (65. L. Opiela, 75. Križko) - Jaroslav Diviš, Piroska, Hiago - Tsoumou |           |       |                                     |                                |  |

| 14. kolo 19. října 2013 | DAC 1904 Dunajská Streda | 0 - 2 | FK Senica                         | Mestský štadión DAC Dunajská Streda, Dunajská Streda |  |
| 14.00 SELČ |                          |       | 58' Juvhel Tsoumou 75' Tomáš Kóňa | Diváci: neznámo Rozhodčí: Pavlík                     |  |
| Poznámky: Sestava: Šulla - Habánek (37. J. Križko), P. Pavlík, Brabec, P. Čermák - Jaroslav Diviš (59. M. Zeman), T. Kóňa, Jirásek, Kalabiška - Hiago, Tsoumou (88. Komara) |                          |       |                                   |                                                      |  |

| 15. kolo 26. října 2013 | FK AS Trenčín                      | 2 - 0 | FK Senica | Štadión na Sihoti, Trenčín    |  |
| 14.30 SELČ | 22' William 35' Haris Hajradinovič |       |           | Diváci: 2.952 Rozhodčí: Trutz |  |
| Poznámky: Sestava: Šulla - Jaroslav Diviš, P. Pavlík, J. Križko, P. Čermák (73. Diarrassouba) - T. Kóňa, Jirásek - Hiago, Piroska, Martin Zeman (60. Tsoumou) - Kalabiška (88. Šenk) |                                    |       |           |                               |  |

| 16. kolo 2. listopadu 2013 | FK Senica                          | 3 - 1 | TJ Spartak Myjava                       | Štadión FK Senica, Senica      |  |
| 14:00 SELČ | 13' Jaroslav Diviš 74' Petr Pavlík |       | 31' (vl) Matej Siva 78' Martin Černáček | Diváci: 3.509 Rozhodčí: Smolák |  |
| Poznámky: Sestava: Šulla - Cristovam, P. Pavlík, J. Križko, Kalabiška - Ventúra, Jirásek - Jaroslav Diviš (90.+ Tsoumou), Piroska, Hiago - J. Kosorin (70. Diarrassouba) |                                    |       |                                         |                                |  |

| 17. kolo 9. listopadu 2013 | MFK Košice                                      | 3 - 1 | FK Senica               | Štadión Lokomotívy v Čermeli, Košice |  |
| 13.30 SELČ | 4', 38' Miroslav Viazanko 31' (pen) Ondrej Duda |       | 81' Lamine Diarrassouba | Diváci: 1.620 Rozhodčí: Valášek      |  |
| Poznámky: Sestava: Šulla - Cristovam (71. Diarrassouba), P. Pavlík, Križko, Kalabiška - Ventúra (64. Jirásek) - Jaroslav Diviš, T. Kóňa, Piroska, Hiago - Kosorin (85. Tsoumou) |                                                 |       |                         |                                      |  |

| 18. kolo 23. listopadu 2013 | FK Senica     | 2 - 1 | MFK Ružomberok       | Štadión FK Senica, Senica      |  |
| 13.30 SELČ | 7', 65' Hiago |       | 20' (vl) Petr Pavlík | Diváci: 1.460 Rozhodčí: Pavlík |  |
| Poznámky: Sestava: Šulla - Cristovam, P. Pavlík, J. Križko, Kalabiška - Ventúra - Jaroslav Diviš, Komara (35. Brabec), Piroska (81. Diarrassouba), Hiago - Kosorin (61. Tsoumou) |               |       |                      |                                |  |

| 19. kolo 30. listopadu 2013 | MŠK Žilina           | 1 - 3 | FK Senica                                    | Štadión pod Dubňom, Žilina     |  |
| 17.30 SELČ | 24' (pen) Jakub Paur |       | 8' Hiago 31' Jakub Kosorin 76' Juraj Piroska | Diváci: 1.219 Rozhodčí: Fajčík |  |
| Poznámky: Sestava: Šulla - Cristovam, P. Pavlík, Brabec, Kalabiška - Ventúra - Jirásek (87. J. Križko), Hiago (90. Tsoumou), Piroska - J. Kosorin (75. Diarrassouba), Jaroslav Diviš |                      |       |                                              |                                |  |

### Jarní část
| 20. kolo 1. března 2014 | FK Senica                            | 2 - 1 | FC ViOn Zlaté Moravce | Štadión FK Senica, Senica       |  |
| 14:00 SELČ | 50' Sebastián Sosa 53' Jan Kalabiška |       | 24' Irfan Hadžič      | Diváci: 1.728 Rozhodčí: Samotný |  |
| Poznámky: Sestava: Šulla – Pavlík, Roberto, Gava, Mazáň – Kóňa, Jirásek (77. Opiela), Piroska (C), Kalabiška – Sosa (87. Kosorin), Hiago (69. Slinkin) |                                      |       |                       |                                 |  |

| 21. kolo 8. března 2014 | FK Dukla Banská Bystrica                        | 3 - 1 | FK Senica       | Štadión SNP, Banská Bystrica    |  |
| 15:00 SELČ | 13', 75' Jakub Považanec 58' Dionathan Teixeira |       | 21' Petr Pavlík | Diváci: 1.710 Rozhodčí: Valášek |  |
| Poznámky: Sestava: Šulla - Chvátal, P. Pavlík, Vitor Gava (79. Filípek), Mazáň (46. Slinkin) - Kóňa, M. Jirásek - Hiago (76. L. Opiela), Piroska, Kalabiška - S. Sosa |                                                 |       |                 |                                 |  |

| 22. kolo 15. března 2014 | FK Senica                          | 2 - 1 | FC Nitra             | Štadión FK Senica, Senica      |  |
| 14:00 SELČ | 68' Lukáš Opiela 81' Juraj Piroska |       | 3' Jaroslav Kostelný | Diváci: 1.026 Rozhodčí: Pavlík |  |
| Poznámky: Sestava: Šulla - Chvátal, Pavlík, Gava, Slinkin - Kóňa - Piroska, Opiela, Jirásek (66. Hiago), Kalabiška (90. Irobiso) - Sosa (66. Kosorín) |                                    |       |                      |                                |  |

| 23. kolo 24. března 2014 | FK Senica | 0 - 1 | FC Spartak Trnava | Štadión FK Senica, Senica      |  |
| 18:30 SELČ |           |       | 39' Erik Sabo     | Diváci: 3.358 Rozhodčí: Chmura |  |
| Poznámky: Sestava: Šulla – Chvátal, Pavlík, Gava, Slinkin - Kóňa – Hiago (60. Ferenčík), Jirásek, Opiela (73. Kosorin), Kalabiška – Sosa (68. Irobiso) |           |       |                   |                                |  |

| 24. kolo 31. března 2014 | ŠK Slovan Bratislava   | 2 - 0 | FK Senica | Stadion Pasienky, Bratislava     |  |
| 18:30 SELČ | 11', 44' Róbert Vittek |       |           | Diváci: 1.754 Rozhodčí: Kráľovič |  |
| Poznámky: Sestava: Šulla - Roberto Cristovam, Pavlík, Gava, Slinkin (85. Mazáň) - Kóňa - Ferenčík (58. Kosorin), Opiela, Piroska, Kalabiška (69. Hiago) - Irobiso |                        |       |           |                                  |  |

| 25. kolo 5. dubna 2014 | FK Senica                                         | 3 - 3 | DAC 1904 Dunajská Streda              | Štadión FK Senica, Senica       |  |
| 17:30 SELČ | 11' Christian Irobiso 37' Hiago 79' Juraj Piroska |       | 22' Roman Gergel 26', 42' Ákos Szarka | Diváci: 1.728 Rozhodčí: Valášek |  |
| Poznámky: Sestava: Šulla - Roberto, Pavlík, Gava, Slinkin (85. Mazáň) - Kóňa (50. Chvátal) - Hiago, Opiela, Piroska, Kalabiška (63. Kosorin) - Irobiso |                                                   |       |                                       |                                 |  |

| 26. kolo 12. dubna 2014 | FK Senica                          | 2 - 1 | FK AS Trenčín    | Štadión FK Senica, Senica        |  |
| 17:30 SELČ | 80' (pen), 86' (pen) Juraj Piroska |       | 90' Patrik Mišák | Diváci: 2.044 Rozhodčí: Michlian |  |
| Poznámky: Sestava: Šulla – Roberto, Pavlík, Gava, Mazáň – Ventúra - Hiago (90+. Ferenčík), Piroska, Mráz (62. Kosorin), Kalabiška - Irobiso |                                    |       |                  |                                  |  |

| 27. kolo 19. dubna 2014 | TJ Spartak Myjava                   | 2 - 0 | FK Senica | Štadión Spartaka Myjava, Myjava |  |
| 19:00 SELČ | 59' Pavol Kosík 84' Martin Černáček |       |           | Diváci: 2.537 Rozhodčí: Trutz   |  |
| Poznámky: Sestava: Šulla - Slinkin, Pavlík, Gava, Mazáň - Ventúra (64. Jirásek) - Hiago (85. S. Mráz), Opiela, Kalabiška (76. Kosorin) - Piroska - Irobiso |                                     |       |           |                                 |  |

| 28. kolo 26. dubna 2014 | FK Senica                                         | 3 - 2 | MFK Košice                        | Štadión FK Senica, Senica     |  |
| 17:30 SELČ | 19' Cristovam 40' Jan Kalabiška 69' Juraj Piroska |       | 9' Erik Pačinda 23' Peter Šinglár | Diváci: 1.385 Rozhodčí: Matúš |  |
| Poznámky: Sestava: Šulla - Roberto (20. Slinkin), Pavlík, Gava, Mazáň - Ventúra - Piroska, Opiela, Jirásek (90.+2 S. Mráz), Kalabiška (88. Hiago) - Irobiso |                                                   |       |                                   |                               |  |

| 29. kolo 3. května 2014 | MFK Ružomberok | 0 - 0 | FK Senica | Štadión pod Čebraťom, Ružomberok |  |
| 17:30 SELČ |                |       |           | Diváci: 1.311 Rozhodčí: Šuniar   |  |
| Poznámky: Sestava: Šulla – Filípek, Pavlík, Gava, Slinkin (61. S. Mráz) – Ventúra – Hiago, Opiela (90.+ Sosa), Jirásek (71. Ferenčík), Kalabiška – Irobiso |                |       |           |                                  |  |

| 30. kolo 10. května 2014 | FK Senica         | 1 - 4 | MŠK Žilina                                                              | Štadión FK Senica, Senica      |  |
| 17:30 SELČ | 44' Denis Ventúra |       | 13' (pen) Milan Škriniar 42' Tomáš Hučko 66' William 69' Miroslav Káčer | Diváci: 1.490 Rozhodčí: Smolák |  |
| Poznámky: Sestava: Šulla – Slinkin, Filípek, Gava, Mazáň – Ventúra (66. Mráz) - Hiago (76. Královič), Jirásek, Opiela, Kalabiška - Irobiso (69. Sosa) |                   |       |                                                                         |                                |  |

| 31. kolo 17. května 2014 | FC ViOn Zlaté Moravce              | 2 - 1 | FK Senica         | Štadión pod Čebraťom, Zlaté Moravce |  |
| 17:30 SELČ | 57' Lukáš Szabó 86' Peter Chrappan |       | 78' Jan Kalabiška | Diváci: 943 Rozhodčí: Mastiš        |  |
| Poznámky: Sestava: Šulla – Slinkin, Pavlík, Gava, Mazáň – Ventúra - Mráz (72. Hiago), Opiela, Jirásek, Kalabiška – Irobiso (65. Kosorin) |                                    |       |                   |                                     |  |

| 32. kolo 20. května 2014 | FK Senica               | 1 - 1 | FK Dukla Banská Bystrica | Štadión FK Senica, Senica     |  |
| 17:30 SELČ | 77' (pen) Jan Kalabiška |       | 3' Michal Peňaška        | Diváci: 1.058 Rozhodčí: Leško |  |
| Poznámky: Sestava: Šulla – Slinkin, Pavlík, Gava, Mazáň - Ventúra - Hiago (62. Královič), Opiela (46. Jirásek), Mráz (82. Sosa), Kalabiška - Kosorin |                         |       |                          |                               |  |

| 33. kolo 31. května 2014 | FC Nitra                   | 2 - 0 | FK Senica | Štadión pod Zoborom, Nitra  |  |
| 17:30 SELČ | 20' Matúš Mikuš 28' Cléber |       |           | Diváci: 560 Rozhodčí: Hrčka |  |
| Poznámky: Sestava: Šulla - Cristovam (86. Otrísal), Pavlík, Gava, Mazán - Ventura - Ferencík (60. Královic), Mráz (65. Komara), Kosorin, Kalabiška - Irobiso |                            |       |           |                             |  |

### Slovenský fotbalový pohár
Hlavní článek: Slovenský fotbalový pohár
Jednozápasová kola
| 2. kolo 27. srpna 2013 | Spartak Vráble | 0 - 1 pen. | FK Senica  | Vráble                                 |  |
| 17.00 SELČ |                |            | pen' Hiago | Diváci: nezveřejněno Rozhodčí: Jurenka |  |
| Poznámky: Sestava: Malec – Habánek, Pavlík, Brabec, Čermák – Križko, Komara (64. Jirásek) – Diviš (60. Zeman), Hiago – Piroska, Jakubov (56. Kalabiška) |                |            |            |                                        |  |

| 3. kolo 24. září 2013 | FC Rimavská Sobota | 1 - 2 pen. | FK Senica                              | Štadión Na Zahrádkach, Rimavská Sobota |  |
| 16.00 SELČ | 85' Ján Zvara      |            | 33' Juvhel Tsoumou pen' Jaroslav Diviš | Diváci: 588 Rozhodčí: Sedlák           |  |
| Poznámky: Sestava: Šulla – Šenk, Brabec, Pavlík, Kalabiška – Kóňa, Jirásek (88. Opiela), Zeman (68. Diviš), Hiago – Piroska, Tsoumou (63. Križko) |                    |            |                                        |                                        |  |

Čtvrtfinále
| První zápas 23. října 2013 | FK Senica               | 3 - 0 kont. | FC ViOn Zlaté Moravce           | Štadión FK Senica, Senica   |  |
| 17.30 SELČ | 70' Lamine Diarrassouba |             | 33' Peter Mazan 59' Lukáš Szabó | Diváci: 822 Rozhodčí: Jaška |  |
| Poznámky: Sestava: Šulla - J. Križko, P. Pavlík, Brabec, P. Čermák - T. Kóňa, Jirásek - Hiago, M. Zeman (70. Komara), Kalabiška (46. Jaroslav Diviš) - Tsoumou (56. Diarrassouba) |                         |             |                                 |                             |  |

| odveta 5. listopadu 2013 | FC ViOn Zlaté Moravce | 0 - 1 | FK Senica         | Štadión FC ViOn, Zlaté Moravce |  |
| 16.30 SELČ |                       |       | 90' Denis Ventúra | Diváci: 500 Rozhodčí: Michlian |  |
| Poznámky: Sestava: Šulla - Cristovam, P. Pavlík, J. Križko, Kalabiška - T. Kóňa - Jaroslav Diviš, Piroska (83. Ventúra), Jirásek (88. Komara), Hiago - Tsoumou (72. J. Kosorin) |                       |       |                   |                                |  |

Semifinále
| První zápas 8. dubna 2014 | FK Senica               | 1 - 3 | ŠK Slovan Bratislava                                     | Štadión FK Senica, Senica    |  |
| 17.30 SELČ | 31' (pen) Juraj Piroska |       | 14' Róbert Vittek 17' Lester Peltier 61' Seydouba Soumah | Diváci: 1.324 Rozhodčí: Vnuk |  |
| Poznámky: Sestava: Šulla - Slinkin, Pavlík, Gava, Mazáň - Ventúra, Chvátal (70. Hiago) - Piroska, Opiela, Kalabiška (80. Ferenčík) - Irobiso (70. Kosorin) |                         |       |                                                          |                              |  |

| odveta 15. dubna 2014 | ŠK Slovan Bratislava                                                | 3 - 0 | FK Senica | Stadion Pasienky, Bratislava    |  |
| 13.00 SELČ | 4' Juraj Halenár 44' Nicolas Ezequiel Gorosito 75' Marko Milinković |       |           | Diváci: 3.565 Rozhodčí: Samotný |  |
| Poznámky: Sestava: Šulla – Cristovam (66. Jirásek), Pavlík, Slinkin, Mazáň - Ventúra - Hiago, Piroska (46. Sosa), Opiela, Kalabiška (46. Ferenčík) - Kosorin |                                                                     |       |           |                                 |  |